# 達卡FR大樓大火
達卡FR大樓大火，是2019年3月28日發生於孟加拉國首都達卡的一場火災。當天當地時間下午1:00左右，達卡市中心巴納尼區一棟高22層的大樓FR大樓（FR Tower）發生大火，共造成25人罹難、超過70人受傷，罹難者中有一人為斯里蘭卡籍。事發後，附近的Duronto電視台與今日電台因辦公室與火災現場太近而停止播送。